# نایدردریزباخ
نایدردریزباخ (به آلمانی: Niederdreisbach) یک شهر در آلمان است که در راینلاند-فالتس واقع شده‌است.

## خصوصیات
نایدردریزباخ ۹۴۸ نفر جمعیت دارد.